# Jaguas (Peñuelas)
Jaguas es un barrio ubicado en el municipio de Peñuelas en el estado libre asociado de Puerto Rico. En el Censo de 2010 tenía una población de 2211 habitantes y una densidad poblacional de 211,41 personas por km².

## Geografía
Jaguas se encuentra ubicado en las coordenadas 18°5′27″N 66°43′37″O / 18.09083, -66.72694. Según la Oficina del Censo de los Estados Unidos, Jaguas tiene una superficie total de 10.46 km², de la cual 10.44 km² corresponden a tierra firme y (0.15%) 0.02 km² es agua.

## Demografía
Según el censo de 2010, había 2211 personas residiendo en Jaguas. La densidad de población era de 211,41 hab./km². De los 2211 habitantes, Jaguas estaba compuesto por el 79.33% blancos, el 7.87% eran afroamericanos, el 0.86% eran amerindios, el 0.23% eran asiáticos, el 9.54% eran de otras razas y el 2.17% pertenecían a dos o más razas. Del total de la población el 99.5% eran hispanos o latinos de cualquier raza.